# Eleccions municipals de València de 1915
Les eleccions municipals de València de 1915 van ser unes eleccions municipals de València dins del marc de les eleccions municipals espanyoles de 1915, organitzades pel govern del conservador Eduardo Dato e Iradier i celebrades el diumenge 14 de novembre de 1915.
A València, les eleccions es van realitzar durant l'alcaldia del conservador José Ferraz Penelas. El vot es polaritzà en dues grans opcions: l'Aliança d'Esquerres, formada pel Partit d'Unió Republicana Autonomista (PURA) i la Coalició Monàrquica, integrada pel Partit Conservador (PC), el Partit Liberal (PL), la Lliga Catòlica (LC) i la Comunió Tradicionalista (CT). La presència de candidats independents fou mínima i cap d'ells obtingué representació. Amb la victòria dels republicans en aquests comicis, es va revertir la tendència iniciada a les eleccions de 1911 de triomfs monàrquics, afavorits per la lluita entre els republicans blasquistes i republicans sorianistes.
Els republicans van triomfar als districtes del Centre, Teatre, Misericòrdia i Vega; mentre que els monàrquics ho feren només als de Museu i Russafa. Als restants districtes va haver-hi empat entre les dues coalicions. Al districte del Port s'aplicà l'artícle 29 de la llei electoral espanyola de 1907, resultant automàticament elegits els únics dos candidats que s'havien presentat als comicis.

## Resultats
| Districte                 | Candidats                       | Electe | Partit | Vots  |
| ------------------------- | ------------------------------- | ------ | ------ | ----- |
| CENTRE (3 regidors)       | José Blasco Sebastiá            | Sí     | PURA   | 1.739 |
| CENTRE (3 regidors)       | Manuel Taroncher Ajado          | Sí     | PURA   | 1.567 |
| CENTRE (3 regidors)       | Antonio Bernat Ferre            | Sí     | PC-M   | 1.249 |
| CENTRE (3 regidors)       | Fernando Cuesta Orduña          | No     | PC-M   | 1.225 |
| CENTRE (3 regidors)       | Ros                             | No     | Ind    | 40    |
| CENTRE (3 regidors)       |                                 |        | 5.820  |       |
| AUDIÈNCIA (2 regidors)    | Gonzalo Nogués Romaguera        | Sí     | PURA   | 1.011 |
| AUDIÈNCIA (2 regidors)    | José Valero Muñoz               | Sí     | CT     | 927   |
| AUDIÈNCIA (2 regidors)    | Francisco Poquet Poquet         | No     | PC     | 874   |
| AUDIÈNCIA (2 regidors)    |                                 |        | 2.812  |       |
| UNIVERSITAT (2 regidors)  | Guillermo Espona Entrambasaguas | Sí     | LC     | 989   |
| UNIVERSITAT (2 regidors)  | Adolfo Beltrán Ibáñez           | Sí     | PURA   | 983   |
| UNIVERSITAT (2 regidors)  | Antonio Espinós Chalavera       | No     | PC     | 783   |
| UNIVERSITAT (2 regidors)  |                                 |        | 2.755  |       |
| TEATRE (3 regidors)       | Mariano Cuber Sagols            | Sí     | PURA   | 1.595 |
| TEATRE (3 regidors)       | Eduardo Hernándiz Montagud      | Sí     | PURA   | 1.552 |
| TEATRE (3 regidors)       | José de Prat Dasí               | Sí     | PL     | 1.385 |
| TEATRE (3 regidors)       | Joaquín Herrero González        | No     | LC     | 1.343 |
| TEATRE (3 regidors)       |                                 |        | 5.875  |       |
| HOSPITAL (2 regidors)     | Bartolomé Montañés Montagud     | Sí     | PURA   | 1.952 |
| HOSPITAL (2 regidors)     | Matías Llop Lozano              | Sí     | PL     | 1.434 |
| HOSPITAL (2 regidors)     |                                 |        | 3.386  |       |
| MISERICÒRDIA (3 regidors) | Julián Graullera Villar         | Sí     | PURA   | 1.870 |
| MISERICÒRDIA (3 regidors) | Juan Tormo Artés                | Sí     | PC     | 1.773 |
| MISERICÒRDIA (3 regidors) | Miguel Martínez Orón            | Sí     | PURA   | 1.759 |
| MISERICÒRDIA (3 regidors) | Miguel Chuliá                   | No     | PC     | 1.742 |
| MISERICÒRDIA (3 regidors) | Sanchis                         | No     | Ind    | 10    |
| MISERICÒRDIA (3 regidors) |                                 |        | 7.154  |       |
| MUSEU (3 regidors)        | Rafael Albiñana Marín           | Sí     | PL     | 2.044 |
| MUSEU (3 regidors)        | Esteban Cabanes Torres          | Sí     | CT     | 1.946 |
| MUSEU (3 regidors)        | Vicente Moreno Pastor           | Sí     | PURA   | 1.728 |
| MUSEU (3 regidors)        | Jesús Miralles Labella          | No     | PURA   | 1.624 |
| MUSEU (3 regidors)        |                                 |        | 7.342  |       |
| RUSSAFA (3 regidors)      | Ricardo Camilleri               | Sí     | PL     | 2.651 |
| RUSSAFA (3 regidors)      | Juan Bort Olmos                 | Sí     | PURA   | 2.546 |
| RUSSAFA (3 regidors)      | José Martínez Aloy              | Sí     | PC     | 2.489 |
| RUSSAFA (3 regidors)      | Juan Alacreu Vila               | No     | PURA   | 2.356 |
| RUSSAFA (3 regidors)      |                                 |        | 10.042 |       |
| VEGA (3 regidors)         | Manuel Castellano Ballester     | Sí     | PURA   | 2.974 |
| VEGA (3 regidors)         | Francisco Lorente Garriga       | Sí     | PURA   | 2.967 |
| VEGA (3 regidors)         | Juan Luis Martín Mengod         | Sí     | CT     | 2.736 |
| VEGA (3 regidors)         | Julián Fagoaga Reus             | No     | PL     | 2.644 |
| VEGA (3 regidors)         |                                 |        | 11.321 |       |
| PORT (2 regidors)         | Fidel Gurrea Olmos              | Sí     | PL     | -     |
| PORT (2 regidors)         | Faustino Valentín Torrejon      | Sí     | PURA   | -     |
| PORT (2 regidors)         |                                 |        | -      |       |